# Маттагамі (річка)
Маттагамі — річка в Північному Онтаріо, Канада.
Маттагамі протікає 443 км від витоку з озера Маттагамі в містечку Гуен в неорганізованій північній частині округу Садбері на Канадському щиті на південний захід від Тіммінса до острова Портедж у містечку Гардінер в неорганізованій північній частині району Кокран, у сточищі Гудзонової затоки. Тут злиття Маттагамі з річкою Міссінайбі утворює річку Мус, приблизно за 100 км від впадіння у затоку Джеймс-Бей. Річка Маттагамі протікає через місто Тіммінс, а також місто Смуд-Рок-Фолс, а її басейн охоплює 37000 км².
Назва Маттагамі походить з мови оджибве і означає або «початок води» (маадаагамі) або «бурхлива вода» (мадаагамі), також місцеве населення Оджибве стверджує, що «Маттагамі» є перекрученою назвою «злиття» (маадаваагамі), або «Зустріч Вод».

## Течія

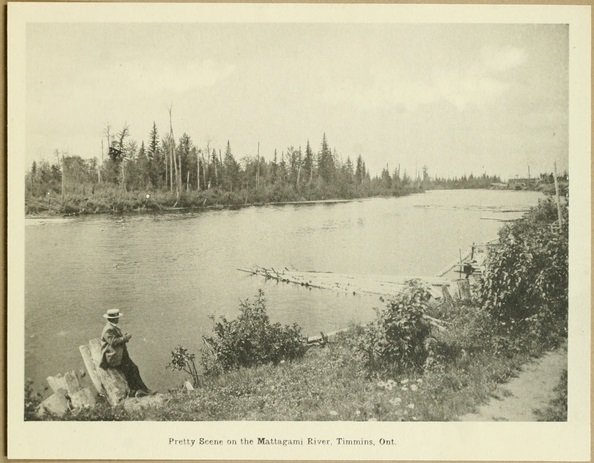
Річка Маттагамі поблизу Тіммінса, початок 1990-х

Річка витікає з озера Маттагамі і закінчується в місці її впадіння в річку Міссінайбі, слугуючи джерелом для річки Мус.

## Економіка
Там, де річки Ґраундгоґ і Капускасінґ впадають у Маттагамі, збудована ГЕС Little Long Generating Station з греблею трохи більше 5 км завдовжки.

## Притоки
- Річка Капускасінґ
  - Річка Немеґосенда
    - Річка Шапло
- Річка Ґрандгоґ
  - Річка Айвенго
  - Річка Нат
- Річка Поплар-Рапідс
- Річка Каміскотія
- Річка Ґрассі
- Річка Татачікапіка
- Озеро Маттагамі
  - Річка Мінісінаква
    - Річка Набаквасі
      - Річка Опікініміка

    - Річка Нобл